# Mauléon-d’Armagnac
Mauléon-d’Armagnac – miejscowość i gmina we Francji, w regionie Oksytania, w departamencie Gers.
Według danych na rok 1990 gminę zamieszkiwało 311 osób, a gęstość zaludnienia wynosiła 9 osób/km² (wśród 3020 gmin regionu Midi-Pireneje Mauléon-d’Armagnac plasuje się na 756. miejscu pod względem liczby ludności, natomiast pod względem powierzchni na miejscu 235.).